# SMS S 165
S 165 – niemiecki niszczyciel z okresu I wojny światowej. Okręt wyposażony był w dwa kotły parowe opalane węglem i jeden opalany ropą. W ramach reparacji wojennych przekazany Wielkiej Brytanii i tam złomowany w 1922 roku.